# Eupithecia rosai
Eupithecia rosai là một loài bướm đêm trong họ Geometridae.